# Tsabong
Tsabong es una ciudad y centro  administrativo del Distrito de Kgalagadi, Botsuana. Se encuentra en el desierto de Kalahari, al sur del país. Tiene una población de 8.939 habitantes, según el censo de 2011.